# 紀広成
紀 広成（き の ひろなり、 安永6年（1777年 - 天保10年8月23日（1839年9月30日））は、日本の江戸時代後期に活躍した四条派の絵師。呉春の弟子。姓は山脇、広成は諱、字は子憲・菩提、号に東暉・既白などで、山脇東暉とも呼ばれる。

## 略伝
京都出身。初め呉春に学び、人物・花鳥を能くする。呉春没後、その弟子たちが互いに優劣を争うのに嫌気が差して今まで学んでものを捨て、それ以降、聖霊、夜叉、曼荼羅などを描く度に新奇さを出そうと努めたという。これを裏付けるように、文政5年（1822年）版『平安人物志』の住所は「嵯峨天竜寺」とあり、四条に住む兄弟弟子の岡本豊彦、松村景文らと距離を置いており、同時期の作品も四条派の描法と異なっている。
のちに中国・唐代の呉道子に傚ってもっぱら仏画を描く。しかし、弟子には自らの画法を押し付けること無く、その才能のまま描かせたという。日頃から仏教を厚く信仰し、観音大士堂を建てて一日読経し、数か月肉食を絶つなど本職の僧侶顔負けの生活をおくったという。天保10年（1839年）歿、63歳。墓所は京都東山区の実報寺で、貫名海屋撰・書による墓碑が現存する。一生独身で子が無く、跡は甥の澤渡精斎（紀広繁）、その子・澤渡素軒（紀広孝）が継いだ。弟子に安政度の御所障壁画制作に参加した吉田公均や中村春亭、高岡で活躍した町絵師・堀川敬周など。
現在確認されている作品は50点ほど。この程度の作品数で画風変遷を追うのは難しいが、文政初期から画風の変化が見える。羅漢図などの道釈画で知られているが、歴史人物画や花鳥画も残り、版本挿絵も幾つか手掛けている。

## 代表作
| 作品名                 | 技法     | 形状・員数 | 寸法（縦x横cm） | 所有者                    | 年代                    | 落款・落款         | 備考 |
| ---------------------- | -------- | ---------- | --------------- | ------------------------- | ----------------------- | ------------------ | --- |
| 大調義順像             | 絹本著色 | 1幅        |                 | 個人                      | 1798年（寛政10年）1月賛 | 落款「廣成」       | 大調義順賛。頂相。 |
| 源義家像               | 絹本著色 | 1幅        |                 | 奈良県立美術館            | 1832年（天保13年）以前  | 落款「廣成」       | 頼山陽賛。 |
| 祇園社大政所図         | 絹本著色 | 1幅        |                 | 公益財団法人 長刀鉾保存会 | 1832年（天保13年）      | 印のみ             | 原本は室町時代。箱書によると、長刀鉾町の伝来した「祇園会古図」が「壊裂」して見えづらくなったため、広成が臨模したという。更に箱書きでは天保年間の時点で「数百年前之威儀」を表していると伝えており、本図の祭礼の作法が祇園会の古態を伝えている可能性がある。 |
| 月溪（呉春）像         | 絹本著色 | 1幅        |                 | 逸翁美術館                | 1835年（天保6年）       | 印のみ             | 池田市指定文化財 |
| 白衣観音図             | 紙本墨画 | 1幅        |                 | 京都・大中院              |                         | 印のみ             | |
| 白衣観音像             |          | 1幅        |                 | 京都・長楽寺              |                         |                    | |
| 張旭酔余揮毫図         | 紙本淡彩 | 1幅        |                 | 京都国立博物館            |                         | 東暉紀廣成書并題   | |
| 聖僧文殊像             | 絹本淡彩 | 1幅        |                 | 京都国立博物館            |                         | 平安 紀廣成拝寫    | |
| 寒山拾得図             | 紙本淡彩 | 1幅        |                 | 大阪市立美術館            |                         |                    | |
| 虎渓三笑図             | 絹本墨画 | 1幅        |                 | 京都・正因庵              |                         | （自題）虎渓三笑   | |
| 花卉図                 |          |            |                 | 要法寺                    |                         |                    | |
| 十六羅漢図             | 紙本淡彩 | 1幅        |                 | 奈良・崇徳寺              |                         | 落款「紀廣成拝寫」 | |
| 十二天押絵貼屏風       | 絹本著色 | 六曲一双   |                 | 和歌山・遍照光院          |                         |                    | |
| 群仙図襖               | 紙本著色 | 26面       |                 | 和歌山・龍光院            |                         |                    | |
| 春満・賀茂真淵・宣長像 | 絹本著色 | 3幅対      | 81.0x27.8（各） | 個人                      |                         |                    | |